# 노래하는 새와 뱀의 발라드
노래하는 새와 뱀의 발라드(영어: The Ballad of Songbirds and Snakes)는 미국 작가 수잔 콜린스의 액션 어드벤처 소설이다. 헝거 게임 3부작의 스핀오프이다. 2020년 5월 19일에 출시되었으며 스콜라스틱에서 발행했다. 미국 배우 산티노 폰타나가 읽은 소설의 오디오 북이 인쇄판과 동시에 출시되었다. 이 책은 코로나-19으로 인해 가상 출시되었다.

## 개요
10번째 헝거 게임의 멘토가 된 코리올라누스 스노우를 다룬 내용이다.
코리올라누스 스노우는 다가오는 제 10회 헝거 게임에서 조공인들의 멘토로 선택되었다. 어둠의 날 때문에 부와 권력을 잃은 코리올라누스에게, 조공인을 멘토해 조공인이 헝거 게임에서 승리하게 하면 대학 장학금을 받을 수 있었기 때문에 그는 적극적으로 참여하였다. 코리올라누스는 조공인이 이길 가능성이 거의 없는 12구역의 루시 그레이를 멘티로 배정 받았다. 그러나 루시 그레이가 무대에서 노래를 부르고 국회 의사당의 관심을 불러 일으킨 후 그의 실망은 곧 희망으로 바뀐다. 코리 올라 누스는 기차역으로 가서 더러운 가축 차를 타고 다른 공물과 함께 국회 의사당에 모인 루시 그레이를 맞이한다. 코리 올라 누스는 11 구역의 사신이 차 안에서 거의 살해당했다.
아카데미 수석 게임메이커인 Volumnia Gaul 박사는 멘토들에게 게임을 유지하고 판엠 사람들과 관련이 있는 중요성에 대해 강의한다. 코리올라누스가 캐피톨 동물원의 원숭이 보호 구역에 있는 공물을 방문했을 때, 그는 가족의 부가 그들의 고향 2구역에서 캐피 톨에서 생명을 샀던 또 다른 멘토 인 세 야누스 플린트를 만난다. 코리올라누스는 국회의사당에 도착한 이후 공물이 제공되지 않았다는 사실을 깨닫고 아카데미에서 루시 그레이 음식을 몰래 들여 오기 시작한다. 다른 멘토들은 그 뒤를 따르지만, 아라크네가 샌드위치로 그녀를 조롱한 후 한 멘토인 아라크네 크레인이 그녀의 공물 브랜디에 의해 살해 당하면 합의가 끝난다. 그룹 프로젝트의 코리 올라 누스 팀원 인 클레멘 시아는 살인에 정신을 잃고 코리 올라 누스가 혼자서 작업을 완료하게한다. 그는 Gaul 박사에게 에세이를 제시하여 게임에서 국회의사당의 사람들을 참여시키기위한 배팅 계획과 공물 후원을 제안한다. 갈리아 박사는 코리올라누스와 클레멘 시아가 모두 종이에 소개 된 뱀 수조에 닿도록했다. 뱀은 코리올라누스를 내버려 두지 만 클레멘 시아를 물어서 함께 쓰지 않았다고 Dr. Gaul에게 말했다.
황폐해진 아레나를 둘러 보는 동안 Dark Days에서 발견되지 않은 폭탄이 폭발하여 여러 공물과 멘토가 사망하고 2구역의 마커스는 국회 의사당으로 탈출한다. 나머지 멘토와 그들의 공물 중 일부는 호의와 기부를 받기 위해 TV 인터뷰에 참여한다. 루시 그레이는 집에 돌아온 전 애인을 위해 발라드를 연주 한 후 저녁의 하이라이트이다. 마지막 회의에서 코리 올라 누스와 루시 그레이는 그녀가 게임 중에 숨고 다른 공물이 서로 굶주리거나 죽 이도록하는 전략을 개발한다. 그는 그녀에게 행운의 증표 (죽은 어머니의 은색 화장 콤팩트)를주고 원숭이 인클로저에서 쥐약을 채워야한다고 미묘하게 암시한다. 게임이 시작되고 많은 공물이 폭발 중에 발생한 기아, 질병 또는 부상으로 빠르게 사망한다. Dr. Gaul은 Coriolanus의 제안을 제정하고 멘토에게는 드론을 통해 대회 기간 동안 공물에 음식과 물을 보낼 수있는 커뮤니케이션이 제공된다. 국회 의사당과 게임 모두에 분개 한 세자 누스는 순교자로 죽기 위해 밤에 투기장에 들어간다. 멘토 중 그의 유일한 친구 인 코리 올라 누스는 그를 추출하기 위해 갈리아 박사에 의해 소환된다. 전화를받지 않은 코리올리 누스는 세 야누스를 따라 아레나로 들어와 그를 떠나도록 설득한다. 그들이 탈출 할 때, 그들은 여러 공물에 의해 공격을받는다. 이어지는 근접전에서 코리 올라 누스는 8 군의 남성 공물 인 보빈을 처치한다. 전체 에피소드는 조용히 유지되고, 살인 사건은 게임 메이커가 카메라 밖에서 미스터리 한 죽음을 맞이한다.
무지개 뱀 돌연변이가 아레나로 방출된다는 사실을 알게 된 코리 올라 누스는 루시 그레이가 사용한 손수건을 뱀의 수조에 넣어 그녀의 향기에 익숙해진다. 결과적으로 Lucy Gray는 돌연변이의 공격을받지 않는다. 쥐 독과 함께 무기로 사용하는 Lucy Gray는 게임의 승리자로 선언된다. 그러나 아카데미의 축하 파티에서 코리 올라 누스는 손수건, 메이크업 콤팩트, 아카데미 스탬프 냅킨에 직면하여 게임에서 바람을 피우고 아카데미에서 음식을 훔친다는 것을 암시한다. 처벌과 대중의 굴욕에 직면 한 코리 올라 누스는 루시 그레이와 재결합하기를 희망하며 12 군의 평화 유지군이되기로 결정한다. 그는 아레나에서 일어난 사건 이후에도 평화 지킴이가 된 세 야누스를 만난다. 두 사람은 야생에서 jabberjays (사람의 말을 녹음 할 수 있는 새 변이)를 복구하는 임무를 맡아 국회 의사당에서 연구할 수 있다.
Coriolanus는 현지 암시장 인 Hob에서 공연하는 동안 Lucy Gray와 재회한다. 장교로서 자신의 미래를 만들기로 결심하고 적성 검사를 받아 훈련을 시작한다. Lucy Gray와 그녀의 밴드와 함께 호수에서 하루 동안 Covey, Coriolanus는 그녀와 함께 Capitol과 Hunger Games의 필요성에 대해 토론한다. 돌아온 Coriolanus는 Sejanus가 Hob의 암시장 무기 거래 상과 이야기하는 것을 보고 Sejanus가 위험한 일을 계획하고있는 것을 두려워하게 한다. 그의 의혹은 세 야누스가 교도관들에게 약을 먹일 계획을 설명하고 구역 울타리를 뚫고 그룹과 함께 북쪽으로 탈출 할 계획을 설명하면서 확인된다. Coriolanus는 jabberjays를 사용하여 대화를 은밀하게 기록하고 Dr. Gaul이 그것을 발견하기를 바라며 국회 의사당으로 보낸다.
다른 콘서트에서 Coriolanus는 Sejanus가 쇼 중에 숨어 있다는 것을 알아차린다. 그는 호브 뒤의 창고에서 그와 맞서지만, 12 군 출신 인 스프루스가 총을 겨누고 있다. Lucy Gray도 막 공연을 마치고 창고에 들어간다. 그들은 일부 사람들이 국회 의사당의 통제를 벗어난 곳에 살고 있다는 소문이 있는 북쪽으로 탈출하려는 많은 12 군 주민들의 계획에 대해 들었다. Sejanus는 그룹이 야생에서 생존하기 위해 여러 개의 총을 획득했다. Lucy Gray의 전 애인 Billy Taupe와 시장의 딸 Mayfair는 대화를 우연히 듣고 공모자를 넘기겠다고 위협한다. 그들은 Spruce와 Coriolanus에 의해 총에 맞았다. 그룹은 알리바이로 콘서트에 돌아오고 스프루스는 무기를 처분한다.
콘서트 후 코비가 시체를 발견한다. 시장은 분노하고 Lucy Gray가 살인의 배후에 있다고 확신한다. 스프루스는 중상을 입은 채 발견되어 살인 사건을 밝히지 않고 죽는다. 세 야누스는 평화 유지군에 의해 체포되어 교수형에 처해졌고 루시 그레이와 코리 올라 누스는 살인의 유일한 증인으로 남았다. 그는 사령관 사무실로 부름을 받아 갈 박사가 세 야누스의 반역에 대한 자신의 메시지를 발견했다는 사실을 알게된다. 루시 그레이는 코리 올라 누스에게 그녀가 북쪽으로 탈출하겠다고 말하고 그녀와 함께 떠나기로 결정한다. 그녀는 Coriolanus가 교수형 교수대에서 탈출을 위해 그녀를 만나도록 지시하는 마지막 노래 "The Hanging Tree"를 연주한다. 다음날 아침, 코리 올라 누스는 지휘관이 가로 채자 탈출을 위해 일찍 깨어난다. 그는 장교 시험을 통과했으며 다음날 2 학군의 엘리트 훈련 학교로 떠날 것이라고 들었다. 그는 여전히 루시 그레이와 함께 떠나는 데 열중하고 서둘러 사무실을 나갔다.
그들은 호수로 가서 비를 피하기 위해 부분적으로 파괴된 집에 들어간다. Coriolanus가 숨겨진 총을 찾는 곳이 있다. 루시 그레이는 음식을 모으기 위해 서둘러 집을 나선다. 그는 자신이 무기를 파괴하면 그와 살인 사이에 연관성이 없어서 성공적인 장교로 국회 의사당 사회에 다시 합류 할 수 있다는 것을 깨달았다. 그는 곧 루시 그레이가 똑같은 깨달음을 얻었음에 틀림 없다는 것을 깨닫고 라이플을 들고 숲 속으로 그녀를 쫓는다. 코리 올라 누스는 그녀의 스카프를 발견하고 숨어있는 뱀의 공격을 받는다. 화가 나서 그녀가 근처에 있다고 믿는 그는 무작위로 숲 속으로 총을 쏘기 시작하지만 그가 그녀를 죽이거나 다치는 데 성공했는지 알 수 없다. 코리 올라 누스는 호수에 기소 무기를 버리고 12 구역으로 돌아간다.
그의 부재는 벙크 메이트에 의해 눈에 띄지 않았고 클리닉에서 뱀에게 물린 치료를 받았다. Coriolanus는 Sejanus의 개인 소유물을 가지고 2 군으로 향하는 호버크라프트에 탑승하여 Plinth 가족에게 반환 할 계획이다. 도착하자마자 코리 올라 누스는 자신이 국회 의사당으로 돌아온 것을보고 놀랐고, 갈리아 박사를 만나게된다. 그녀는 그가 평생 평화 유지군으로 남을 의도가 없었으며 이번 여름은 그에게 지역에서 경험을 제공하고 그곳에 사는 사람들을 더 잘 이해하도록 돕기위한 것이라고 설명한다. 그들은 통제, 혼돈 및 사회적 계약에 대해 토론한다. Coriolanus는 게임의 필요성과 국회 의사당의 중요성을 완전히 확신한다. 그는 또한 평화 유지군으로부터 명예로운 제대를 받게 될 것이라고 들었고, 가을에 Dr. Gaul의 후견을 계속하기 위해 대학에 등록되었다.
에필로그에서 Coriolanus는 게임 메이커로서 미래의 헝거 게임에 많은 아이디어를 구현한다. 그는 Sejanus의 고마운 가족에 의해 광대 한 Plinth 재산의 상속인이되었다. 루시 그레이는 다시는 보이지 않아 운명을 알 수 없다. 이것은 Coriolanus가 항상 그렇듯이 Snow가 1등이다 라고 말하는 것으로 끝난다.

## 수신
비평가들은 소설에 대해 전반적으로 엇갈린 반응을 보였다. 일부는 "처음에 헝거 게임에 대한 아이디어를 누가 떠올 렸는지에 대한 답변으로 팬들을 달래줄 것"이라며 "즐거움과 스릴"이라고 말했다. 다른 이들은 길이, 철학적 저음 및 코리 올라 누스 스노우의 주인공 사용을 비판했다.
가디언은 이 소설을 호평하였다. "Collins의 우정, 배신, 권위 및 억압 주제는 물론 모킹 제이와 국회 의사당의 역사에 대한 추가 지식이 기쁘고 흥분 될 것이다." 마찬가지로 타임은 콜린스가 "원래 시리즈에서 창조 한 끔찍한 세계에 깊이를 더하는 감질 나게 세세한 부분을 짜는 과정에서"가장 빛난다고 말했다.
한편, 데일리 텔레그래프는 "팬들이 예상한 내용이 아니다"라고 비판했으며 콜린스는 "용감한 영웅들과 눈부신 줄거리 트위스트에 집착해야한다"고 비판했다. 인간 정신의 가장 어두운 역류를 쓰는 데있어서 콜린스는 깊이에서 헤아릴 수 없다. " 엔터테인먼트 위클리는 스토리텔링에 대해 다음과 같이 말했다. "스토리 텔링 자체는 때때로 필사적 인 경향이 있다. 패러디에 빠진 폭력적인 클리프 행거에 대한 장이 닫히고 "포크 음악 막간 [및] 우스꽝스러운 프랜차이즈 콜백이 너무 많다"는 내용이 있지만 전체적으로는 "중요한 결함이있는 주요 작업이지만 확실히 씹을 것이 많다., "궁극적으로 B- 등급을 부여한다.

## 영화화
라이언스게이트는 이 책을 영화화할 것이라고 발표하였다. 감독은 프란시스 로렌스이다.